# 木村幹
木村 幹（きむら かん、1966年（昭和41年）4月7日 - ）は、日本の政治学者、神戸大学大学院国際協力研究科教授、NPO法人汎太平洋フォーラム理事長。専門は比較政治学、朝鮮半島地域研究。博士（法学）。大阪府東大阪市生まれ。

## 略歴

### 学歴
- 生駒市立生駒東小学校、生駒市立緑ヶ丘中学校、東大寺学園高等学校を経て、京都大学法学部へ進学。
- 1990年（平成2年） - 京都大学法学部卒業
- 1992年（平成4年） - 京都大学大学院法学研究科修士課程修了（比較政治学専攻）
- 1993年（平成5年） - 京都大学博士課程中退。
- 2001年（平成13年） - 博士（法学）（京都大学）

### 職歴
- 1993年（平成5年） - 愛媛大学法文学部助手
- 1994年（平成6年） - 愛媛大学講師
- 1997年（平成9年） - 神戸大学大学院国際協力研究科助教授[1]
- 2005年（平成17年） - 神戸大学大学院国際協力研究科教授
- 2017年（平成29年） - 神戸大学アジア学術総合センター長（国際協力研究科教授と兼務、2021年まで）
- 2023年（令和5年）- 神戸大学大学院国際協力研究科研究科長（国際協力研究科教授と兼務）

### 兼職
- 韓国国際交流財団研究フェロー（1996-1997年）
- ハーバード大学フェアバンク東アジア研究センター客員研究員（1998-1999年）
- 高麗大学校亜細亜問題研究所客員研究員（2001年）
- 世宗研究所客員研究員（2006年）
- オーストラリア国立大学アジア研究学部客員研究員（2008年）
- ワシントン大学ジャクソン国際学部客員研究員（2010-2011年）
- 高麗大学校国際大学院招聘教授（2014年）
- ソウル大学校日本研究所客員研究員（2025年）
- 延世大学校法学専門大学院客員研究員（2025年）
- 関西大学法学研究所研究員（2000-2001年）
- 兵庫県国際交流協会運営委員（2005-2008年）
- 第一次日韓歴史共同研究（2002-2005年）委員会研究協力者（第3部会）
- 第二次日韓歴史共同研究（2007-2010年）委員会研究委員（教科書小グループ）
- NPO法人汎太平洋フォーラム理事長
- 一般財団法人アジア太平洋研究所主席研究員（2014-2015年）
- 朝日新聞論壇委員（2015-16年）
- 神戸新聞客員論説委員（2016-2020年）

### 受賞
- 2001年（平成13年） - 第13回アジア・太平洋賞特別賞受賞（『朝鮮／韓国ナショナリズムと「小国」意識』に対して）。
- 2003年（平成15年） - 第25回サントリー学芸賞受賞（『韓国における「権威主義的」体制の成立』に対して）。
- 2015年（平成27年） - 第16回読売・吉野作造賞受賞（『日韓歴史認識問題とは何か　歴史教科書・『慰安婦』・ポピュリズム』に対して）。

## 研究
- 小林良彰は、木村の著書『民主化の韓国政治　朴正煕と野党政治家たち1961～1979』（2008年、名古屋大学出版会）を「『民主化の安定』という比較政治の視点を通して、韓国政治の実像を見事に描き出した著者の卓越した力量に敬意を表したい」と評している[2]。
- 2012年5月に安秉直（アンビョンジク）ソウル大学名誉教授が見つけた『日本軍慰安所管理人の日記』の日本語版監訳者である（他は堀和生京都大学教授）[3][4]。

## 人物
- オリックス・バファローズのファンであり、度々メディアにも登場している[5]。

## 著書

### 単著
- 『朝鮮／韓国ナショナリズムと「小国」意識　朝貢国から国民国家へ』ミネルヴァ書房〈Minerva人文・社会科学叢書 39〉、2000年10月30日。ISBN 4-623-03292-2。
  - 기무라 간（木村 幹） (2007-12-05). 조선/한국의 내셔널리즘과 소국의식 : 조공국에서 국민국가로（朝鮮／韓国ナショナリズムと「小国」意識 : 朝貢国から国民国家へ）. 김 세덕（金 世徳）訳. 산처럼（サンチョロム）. ISBN 9788990062239 - 韓国語版：金世徳訳、サンチョロム。
- 『韓国における「権威主義的」体制の成立　李承晩政権の崩壊まで』ミネルヴァ書房〈Minerva人文・社会科学叢書 71〉、2003年6月10日。ISBN 4-623-03757-6。
  - 기무라 간（木村 幹） (2013-12-30). 한국의 권위주의적 체제 성립 : 이승만 정권의 붕괴까지（韓国における「権威主義的」体制の成立：李承晩政権の崩壊まで）. 김 세덕（金 世徳）訳. 제이앤씨(J&C). ISBN 9788956689975 - 韓国語版：金世徳訳、J&C。
- 『朝鮮半島をどう見るか』集英社〈集英社新書〉、2004年5月14日。ISBN 4-08-720241-0。 - 年表あり。
- 『高宗・閔妃　然らば致し方なし』ミネルヴァ書房〈ミネルヴァ日本評伝選〉、2007年12月10日。ISBN 978-4-623-05035-2。 - 肖像あり。
  - 기무라 간（木村 幹）『대한제국의 패망과 그림자（大韓帝国の敗亡とその影響）』김 세덕（金 世徳）訳、제이앤씨、2017年8月25日。ISBN 9791159170713。 - 韓国語版：金世徳訳、J&C。
- 『民主化の韓国政治　朴正煕と野党政治家たち1961～1979』名古屋大学出版会、2008年1月。ISBN 978-4-8158-0572-2。
- 『韓国現代史　大統領たちの栄光と蹉跌』中央公論新社〈中公新書〉、2008年8月25日。ISBN 978-4-12-101959-2。 - 文献あり。
- 『近代韓国のナショナリズム』ナカニシヤ出版、2009年7月。ISBN 978-4-7795-0343-6。- 索引あり。
- 『日韓歴史認識問題とは何か』ミネルヴァ書房、2014年10月。ISBN 978-4-6230-7175-3。
  - 기무라 간（木村 幹）『한일 역사인식 문제의 메커니즘（韓日歴史認識問題のメカニズム）』김 세덕（金 世徳）訳、제이앤씨、2019年6月3日。ISBN 9791159171413。 - 韓国語版：金世徳訳、J&C。
- The Burden of the Past: Problems of Historical Perception in Japan-Korea Relations, University of Michigan Press, 2019.
- 『歴史認識はどう語られてきたか』千倉書房、2020年7月。ISBN 978-4805112076。
- 『韓国愛憎　激変する隣国と私の30年』中公新書、2022年1月。ISBN 978-4121026828。
- 『誤解しないための日韓関係講義』PHP新書、2022年2月。ISBN 978-4569851402。
- 『全斗煥　数字はラッキーセブンだ』ミネルヴァ書房〈ミネルヴァ日本評伝選〉、2024年9月。ISBN 978-4623098071。
- 『国立大学教授のお仕事　とある部局長のホンネ』筑摩書房〈ちくま新書〉、2025年4月。ISBN 978-4480076793

### 共編・編著・共編著
- 玉田芳史 共編『民主化とナショナリズムの現地点』ミネルヴァ書房、2006年4月。ISBN 4-623-04568-4。
- 石田佐恵子、山中千恵 共編著『ポスト韓流のメディア社会学』ミネルヴァ書房〈叢書・現代社会のフロンティア 10〉、2007年10月。ISBN 978-4-623-04868-7。 - 年表あり。
- 島田幸典 共編著『ポピュリズム・民主主義・政治指導　制度的変動期の比較政治学』ミネルヴァ書房〈Minerva比較政治学叢書 1〉、2009年10月。ISBN 978-4-623-05542-5。 - 索引あり。
- 浅羽祐樹、佐藤大介 共著『徹底検証　韓国論の通説・俗説　日韓対立の感情vs.論理』中公新書ラクレ、2012年12月。ISBN 978-4-12-150439-5。 - 年表あり。
- 浅羽祐樹、安田峰俊 共著 『だまされないための「韓国」 あの国を理解する「困難」と「重み」』 講談社、2017年5月。ISBN 978-4-06-2206303。
- 田中悟、金容民 共編『平成時代の日韓関係 楽観から悲観への三〇年』ミネルヴァ書房、2020年7月。ISBN 978-4623088232。

## 出演
- ポリタスTV（YouTube、2020年6月3日）
- エアレボリューション（ニコニコ生放送、2025年2月27日）